# Надри
Надри је авангардни акустично-импровизаторски музички ансамбл из Београда, Србија.

## Историјат
Надри су у Београду, између 1998. и 2000. године, основали филмски редитељ Вања Срдић, експерт за враћање података Игор Шестањ и мулти-функционалиста Гордан Стојачић. НАДРИ користе као израз којим објашњавају природни, урођени, осећај за импровизацију сваког појединца, у било ком облику уметности, поготово у музици. То је, најчешће инструментална, трансцедентална музика коју изводе непрофесионални музичари, а која ипак успева да досегне дубоко до слушаоца.

## Концепт
Надри је више музички концепт, него класичан музички бенд. Чланови Надри ансамбла, као и било ко са стране укључен у свирање, нису професионални музичари. Свако ко има изграђен одређени музички укус, свако ко осећа музику и не плаши се импровизације, може свирати било који инструмент, без обзира да ли је наштимован или не. Надри често користи импровизоване инструменте, који су направљени на лицу места у природи или су направљени за одређени догађај. Надри не организује пробе, током снимања не прави класична заустављања и понављања, већ се све догађа спонтано и случајно. Импровизација је највећа одлика Надри ансамбла и она је искључиво резултат тренутног окружења, емоција, расположења и личних инструменталних способности његових чланова. Надри се води мишљу Мајлс Дејвиса Не свирај оно што је ту, већ оно што није. Тешко је именовати жанр, зато што је НАДРИ нека врста незваничног жанра за себе. Најприближније, Надри је авангардни акустично-психоделично-импровизаторски музички ансамбл, са вечно променљивом поставком својих чланова.

## Чланови и инструменти

### Оснивачи
- Вања Срдић - разне велике и мале удараљке, Двожична-Дупла-Е-Надри акустична гитара, фруле, усна хармоника, акустична гитара
- Игор Шестањ - мале удараљке, дрвени ксилофон, бенџо
- Гордан Стојачић - Двожична-Дупла-Е-Надри акустична гитара, акустична гитар, раштимована стара балалајка, мале удараљке, фруле, усна хармоника

### Поставка
- Милош Дробњаковић (акустична гитара, електрични бас без прагова, звона, звечке, вокал, снимање звука)
- Бруно Димић (велике и мале удараљке, беримбау)
- Ненад Чаваљуга (акустични бас, електрични бас без прагова, ђембе, тарабука)
- Мирослав Александровић (акустична гитара, електрична гитара, електрични бас без прагова, тарабука)
- Наташа Шестањ (раштимовани стари пианино)
- Ненад Марковић (звечке, звона, даире)
- Миле Орловић (ђембе, даире, звечке)
- Срђан Милошевић (акустична гитара, вокал)
- Немања Тодоровић (мале удараљке)
- Александра Јакшић (пандеиро, мале удараљке, звечке)
- Маја Радошевић (званични Надри фотограф и сниматељ, вокал)
- Драгана Глушчевић (звечке, вокал)
- Трики (тарабука, ђембе)
- M.A. КС. (вокал, ђембе)
- Антун Гверовић (тарабука)
- Пипи (електрични бас са ефектима)

## Надри Сеансе
Надри Сеансе су друштвена окупљања и сусрети које Надри ансамбл често организује, некад и у сарадњи са другим уметничким групама. Класичне Надри Сеансе се одржавају на било ком месту где ансамбл може свирати слободно у миру и хармонији, најчешће у природи или у домовима његових чланова. Свако без предрасуда, никаквог или било каквог музичког образовања и отворених схватања може остварити интеракцију са Надријем и свирати током Надри Сеанси.

### Квалитет звука
Већина Надри снимака је направљена са непрофесионалном снимајућом аудио опремом (Олимпусов Дигитални Диктафон за новинаре) и, најчешће, тако постављена на интернет. Професионална аудио опрема се користи ради одређених специјалних и планираних догађаја и снимања, под покровитељством члана ансамбла и инжењера тона Милоша Дробњаковића (такође, члан бендова Ниоба и Мед Кеп). На албуму Still Sellin' из 2008 тонски су обрађене следеће нумере: Still Sellin', Got To Go Blues, Spanish Piece of Craft (Тема), Божићна песма Деда Мразе and Back Born Session (II део).

## Дискографија
- 1998 до данас: разне Надри Сеансе (bootlegs)
- 2008: Still Sellin'

### Листа нумера
2008: Still Sellin' :
- Still Sellin'
- Stella Rose, The Main Chant
- Interstellar Nadri Blues
- Got To Go Blues
- Stella Rose, Psalm III
- Spanish Piece of Craft, The Theme
- 5 AM Drunk
- A Christmas Song Deda Mraze
- Back Born Session, Part II